# Rottendorf
Rottendorf là một đô thị trong huyện Würzburg bang Bayern, Đức.